# 红五月镇 (特维尔州)
红五月镇（羅馬化：Krasnomayskiy）是俄罗斯特维尔州的市级镇，为该州上沃洛乔克区第二大聚居地，也是该区唯一的一座市级镇。地处特维尔州中北部，位于涅瓦河流域茨纳河一支流什利纳河河口处，在州府特维尔西北方。东南与区行政中心上沃洛乔克隔上沃洛乔克水库（Вышневолоцкое вдхр.）相望。M10公路（俄罗斯公路）从该镇东侧经过。
该地2022年人口有4,358人；2010年人口5,007；2002年人口5,796；1989年人口6,854。